# Yến Thanh
Yến Thanh (chữ Hán:燕青, bính âm: Yan Qing) là một nhân vật có thật trong lịch sử, nổi tiếng với môn võ Yến Thanh quyền và được Thi Nại Am hư cấu trong tác phẩm Thủy hử. Ông có ngoại hiệu là "Lãng Tử" (浪子, Tay chơi) nên được gọi là Lãng Tử Yến Thanh (浪子燕青). Ở Lương Sơn Bạc, Yến Thanh là đầu lĩnh thứ 36, được sao Thiên Xảo Tinh (chữ Hán: 天巧星; tiếng Anh: Skillful Star) chiếu mệnh.

## Ngoại hình và tài năng
Yến Thanh cao khoảng 6-7 thước (1,8m - 2m), dung mạo tuấn tú, da dẻ trắng trẻo đẹp đẽ, môi đỏ, mày rậm, không những giỏi võ thuật, có tài thổi tiêu đàn hát, mà  " nói năng chữ nghĩa cũng thông, thuộc đủ các thứ tiếng của bọn bán buôn chợ búa, lại tài về nghề quyền vũ… tính người lại linh lợi nhanh nhẹn"...
Trong "Thủy hử", tuổi tác của ông khi mới xuất hiện là 20 tuổi. Đặc biệt, trên người của Yến Thanh còn có hình xăm hoa tuyệt đẹp mà ai nhìn thấy cũng phải say mê: "Viên Ngoại thấy chàng ta trắng trẻo đẹp đẽ, da như miếng tuyết, bèn gọi thợ trổ hoa vào khắp cả mình, chả khác nào trên cột ngọc đình, mà treo thêm những vẻ gấm hoa"
Binh khí Yến Thanh thường dùng là nỏ. Ông cũng có khả năng dùng mũ lá làm phi tiêu. Ở Lương Sơn Bạc, ông là tướng đánh bộ, thường xuất trận cùng Lý Quỳ.

## Xuất thân
Yến Thanh sinh tại phủ Đại Danh Bắc Kinh. Ông mồ côi cha mẹ từ nhỏ. Năm 13 tuổi, ông được được Lư Tuấn Nghĩa nhận làm gia nhân và hết mực cưng chiều, coi như con nuôi.

## Gia nhập Lương Sơn Bạc
Sau khi giải cứu thành công chủ nhân Lư Tuấn Nghĩa, Yến Thanh theo chủ lên Lương Sơn Bạc tạ ơn cứu mạng của các đầu lĩnh. Ông cũng giúp đỡ Lư Tuấn Nghĩa giết Sử Văn Cung, báo thù cho thủ lĩnh Tiều Cái.
Khi phân định ngôi thứ, Yến Thanh ngồi ghế thứ 36, là một trong 10 đầu lĩnh bộ quân (Lỗ Trí Thâm, Võ Tòng, Lưu Đường, Lý Quỳ, Lôi Hoành, Dương Hùng, Thạch Tú, Giải Trân, Giải Bảo, Yến Thanh).
Khi ở Lương Sơn, ngoài phục vụ chủ nhân Lư Tuấn Nghĩa, Yến Thanh còn chơi thân với Lý Quỳ. Ông và Lý Quỳ trở thành đôi bạn thân thiết và hài hước nhất trong tác phẩm.

## Về sau
Sau khi dẹp cuộc khởi nghĩa Phương Lạp, Yến Thanh muốn được cùng ân chủ Lư Tuấn Nghĩa nộp trả lại quan bằng rồi tìm nơi yên tĩnh mà sống cho đến trọn đời. Nhưng Lư Tuấn Nghĩa muốn "áo gấm về làng để được phong thê ấm tử". Yến Thanh bỏ đi, sau khi để lại một bức thư cho Tống Giang: "... Nay xét mình mệnh bạc thân hèn, không kham đặng sự trọng dụng của triều đình. Tiểu đệ xin được lui về làm kẻ dân thường, an cư nơi sơn dã. Tiểu đệ vẫn muốn đến lạy chào cáo biệt chủ tướng, nhưng nghĩ rằng chủ tướng coi trọng nghĩa khí, không để cho tiểu đệ ra đi, chỉ còn cách phải lẻn đi trong đêm vắng."

## Mối tình với Lý Sư Sư
Khi cùng Tống Công Minh ca ca và nhiều người khác tới kinh thành vào dịp trung thu để mong chiêu an, biết Lý Sư Sư quan hệ mật thiết với Hoàng đế, Tống Giang nhờ Yến Thanh tiếp cận và rồi mở ra một cuộc tình sâu đậm giữa lãng tử và danh kỹ. Thế nhưng vì để hoàn thành đại sự còn dang dở, Yến Thanh luôn tự nhắc mình: " Hảo hán mà động lòng trước nữ sắc thì khác nào loài cầm thú? ". Cuối cùng, chàng quyết định chôn giấu tình cảm để rồi lạy 8 lạy kết nghĩa tỉ đệ với Lý Sư Sư (trong bộ phim Thủy Hử, hành động này được lãng mạn hoá qua việc Lý Sư Sư và Yến Thanh bái đường thành thân mà chỉ có hai người hiểu rõ trên danh nghĩa kết thân tỷ đệ. Xong xuôi, chàng lên đường đánh quân Phương Lạp thì nàng cũng đoạn tuyệt với vua Tống Huy Tông và bán hết kim ngân châu báu sung  cho quân sĩ sa trường).